# Jussara (Bahia)
Jussara is een gemeente in de Braziliaanse deelstaat Bahia. De gemeente telt 15.204 inwoners (schatting 2009).